# (886) Washingtonia
(886) Washingtonia est un astéroïde évoluant dans la ceinture principale, découvert le 16 novembre 1917 par l'astronome américain George Henry Peters depuis l'observatoire naval des États-Unis situé à proximité de Washington.
Il est nommé en référence à George Washington.